# Bukombe
Bukombe es un valiato de Tanzania perteneciente a la región de Geita.
En 2012, el valiato tenía una población de 224 542 habitantes.
El valiato se ubica en la esquina suroccidental de la región y su territorio limita con las vecinas regiones de Kagera, Kigoma, Tabora y Shinyanga.

## Subdivisiones
Comprende las siguientes 13 katas:
- Bugelenga
- Bukombe
- Busonzo
- Butinzya
- Igulwa
- Iyogelo
- Lyambamgongo
- Namonge
- Ng'anzo
- Runzewe Magharibi
- Runzewe Mashariki
- Ushirombo (la capital)
- Uyovu